# Glossarium ad scriptores mediae et infimae latinitatis
Glossarium ad scriptores mediae et infimae latinitatis (dosł. Słownik do pisarzy łaciny średniej i niskiej) – słownik języka łacińskiego, którego autorem był Charles du Fresne, sieur du Cange. Pierwsze XVII-o wieczne wydanie miało trzy tomy. Zostało uzupełnione przez benedyktynów, a następnie w XIX w. wydane w 10 tomach przez Léopolda Favre'a, członka Francuskiego Towarzystwa Historycznego i korespondenta Towarzystwa Antykwariuszy Francji. 
Określenie łaciny jako mediae et infimae, użyte w tytule dzieła, nie jest dziś w pełni zrozumiałe. Najprawdopodobniej chodzi o łacinę w okresie, począwszy od pisarzy piszących tzw. późną łaciną klasyczną, jak Augustyn z Hippony, aż do pisarzy późnego renesansu.